# 瀬名清貞
瀬名 清貞（せな きよさだ）は、江戸時代前期の旗本。

## 生涯
瀬名政勝の子。徳川家康に御目見し、慶長5年（1600年）の関ヶ原の戦いに供奉した。元和2年（1616年）、父が没すると遺跡を継ぎ、大番に列した。
寛永10年（1633年）2月7日、下野国足利郡内に新恩として200石の知行を与えられる（のち切米に改める）。寛文11年（1671年）9月8日、切手御門の頭に転じる。延宝2年（1674年）5月26日没。葬地は牛込の天徳院。

## 系譜
『寛政重修諸家譜』には6男を載せる。